# Oberes Meer
Als oberes Meer wurde ein Gewässer im Norden Assyriens bezeichnet. Diese ist in Kontrast zum „Unteren Meer“, dem Persischen Golf, zu sehen. Oben und Unten bezieht sich dabei auf die Himmelsrichtungen bzw. die Fließrichtung von Euphrat und Tigris, die diese Himmelsrichtungen vorgab.
Grundsätzlich kommen drei Gewässer als „Oberes Meer“ in Frage:
- Mittelmeer
- Vansee in der Nordosttürkei
- Schwarzes Meer

Der Name Oberes Meer taucht zuerst in den Inschriften von Tukulti-Ninurta I. in Verbindung mit den Nairi-Ländern auf. Da dieser Herrscher nie den Euphrat überschritt, kann hier nur der Vansee gemeint sein. Auch Aššur-bel-kala erwähnt das „Obere Meer“ in einem Fragment, das keine genauere Lokalisierung zulässt. Die meisten Forscher sind der Ansicht, dass hier der Vansee, sonst auch als Meer von Nairi oder Oberes Meer von Nairi bezeichnet, gemeint ist. Tiglat-Pileser I. scheint den Namen sowohl für das Mittelmeer (Erwähnung von Hatti) als auch den Vansee gebraucht zu haben.
Einige russische Forscher möchten in dem Oberen Meer jedoch das Schwarze Meer sehen. Diese Interpretation hängt vor allem mit der Lokalisierung von Daiaeni, einem der Nairi-Stämme zusammen. Diese werden meist im Gebiet südlich des Vansees oder des oberen Euphrats angesiedelt. Melikišvili und Diakonov wollen Daeieni jedoch mit Diaueḫe gleichsetzen, einem Staat oder Stammesbund, der nur aus urartäischen Inschriften bekannt ist. Die genaue Lokalisierung von Diaueḫe ist ebenfalls umstritten, es lag jedoch in der Nähe von Ḫuša und Qulḫa, die durch Inschriften aus der Zeit von Sarduri II. bekannt sind. Qulḫa wird auf Grund der Namensähnlichkeit manchmal mit dem antiken Kolchis in der Südostecke des Schwarzen Meeres gleichgesetzt. Damit hätte Tiglat-Pileser I. auf dem Feldzug gegen die Nairi-Stämme das Schwarze Meer erreicht, ein Vorschlag, der allein wegen der zu bewältigenden Entfernung unwahrscheinlich erscheint.
In der Yoncalı-Inschrift bezeichnet sich  Tiglat-pileser I.  als der Eroberer von Nairi von Tumme nach Daiaeni, Eroberer von Habhi bis zum großen Meer. Gregor Melik'išvili las  die gewöhnlich mit hab-hi transkribierte Stelle als quil-hi und setzte es mit Qulḫa der urartäischen Quellen und der Kolchis der Griechen gleich. Dies wurde als Beleg gewertet, dass das Schwarze Meer auch als „Großes Meer“ bekannt war. Dieser Lesung sind aber kaum andere Forscher gefolgt.
In neu-assyrischen Inschriften (Salmanasser III., Sanherib, Assurhaddon und Aššurbanipal) taucht die Formel „Eroberer von dem Oberen Meer bis zum Unteren Meer“ auf.
Tiglat-Pileser III. erreichte als erster assyrischer Herrscher das Mittelmeer. In mehreren Inschriften von Tiglat-Pileser III. wird das „Obere Meer des Sonnenuntergangs“ erwähnt. Auch dieser Begriff wird anscheinend sowohl für den Vansee als auch für das Mittelmeer verwendet.